# Philadelphia International Records
Pour les articles homonymes, voir PIR.
Philadelphia International Records (PIR) est un label discographique indépendant américain de soul, anciennement basé à Philadelphie, en Pennsylvanie, actif entre 1971 et 2001. Fondé par Kenneth Gamble et Leon Huff, PIR est considéré comme le label emblématique du « Philadelphia sound ».
Philadelphia International Records était pratiquement inactif depuis 1987 et a finalement cessé ses activités en 2001. Depuis 2007, Sony Music Entertainment détient tous les droits sur le catalogue musical de Philadelphia International Records.

## Histoire

### Genèse
Kenny Gamble grandit à Philadelphie. Durant les années 1960, avant de fonder PIR, il fait partie du groupe The Romeos. Leon Huff est musicien de studio à New York, il enregistre notamment pour des groupes produits par Phil Spector comme les Ronettes,. Au début de leur collaboration, Huff et Gamble travaillent avec des groupes de soul de la région de Philadelphie, tels The Three Degrees et The Intruders. Pour ces derniers, ils écrivent Cowboys to Girls, qui se classe 1er du hit-parade rhythm and blues en 1968. Huff et Gamble conçoivent ce qui sera plus tard appelé le Philadelphia sound.

### Philadelphia International
Kenneth Gamble et Leon Huff fondent Philadelphia International Records en 1971. Leurs disques ont un « son » identifiable grâce aux musiciens de session des studios Sigma Sound, qui jouent sur la plupart des productions du label, et dont le rôle est comparable à celui de The Funk Brothers au sein de la Motown. Les musiciens enregistrent leurs propres disques sous le nom de MFSB,. Les productions de PIR sont souvent agrémentées d'instruments classiques. Le groupe est alors accompagné par une section de cordes, issue de l'orchestre de Philadelphie,.
Huff et Gamble, qui sont respectivement compositeur et parolier, collaborent avec l'arrangeur musical et réalisateur artistique Thom Bell, qui a produit plusieurs hits des Delfonics avant de rejoindre Philadelphia International. Le label compte dans ses rangs des artistes comme Harold Melvin and the Blue Notes, The O'Jays, le groupe vocal féminin The Three Degrees, ainsi que Teddy Pendergrass, Patti LaBelle ou encore Billy Paul.
Philadelphia International Records bénéficie d'un contrat de distribution avec la branche musique du réseau CBS, présidée par le producteur Clive Davis. Celui-ci laisse Huff et Gamble diriger leur label de manière autonome. Durant les années 1970, PIR figure parmi les cinq plus importantes sociétés contrôlées par des entrepreneurs noirs américains et est considéré comme le successeur de la Motown. Le label obtient 175 disques d'or ou de platine. Parmi ses succès figure TSOP (The Sound of Philadelphia) de MFSB, repris comme thème musical de l'émission de variétés Soul Train. Le morceau, écrit par Huff et Gamble, atteint la 1re place du Billboard Hot 100 en 1974.

## Postérité
En 2006, la British Academy of Composers and Songwriters récompense Kenneth Gamble et Leon Huff lors du gala des Ivor Novello Awards. En 2008, ils sont intégrés Rock and Roll Hall of Fame.